# Andrea Gutiérrez Vásquez
Andrea Maricel Gutiérrez Vásquez (Santiago, 1 de marzo de 1977) es una actriz, dramaturga, docente, gestora cultural y política chilena. Entre marzo de 2022 y julio de 2023, se desempeñó como subsecretaria de las Culturas y las Artes de su país bajo el gobierno del presidente Gabriel Boric.Renunció a su cargo el 28 de julio de 2023, en medio de un sumario administrativo surgido a partir del escándalo político denominado caso fundaciones.

## Estudios y carrera profesional
Realizó sus estudios superiores en la carrera de actuación en la Escuela de Teatro La Mancha y en la Universidad de las Américas. Luego, cursó un magíster en gobierno y sociedad en la Universidad Alberto Hurtado.
Ligada a su profesión como actriz, se desempeñó como presidenta del Sindicato de Actores (SIDARTE) entre 2013 y 2017, y como presidenta de la Federación Internacional de Actores para Latinoamérica (FIA-LA) entre 2016 y 2017. Actualmente participa en la «Comisión Organizadora de la Red de Actrices Chilenas» (RACH). También, ejerce como gestora cultural desde 2005 en áreas cercanas a la gestión, producción y programación de música y artes escénicas. Además, es autora de ocho obras de teatro.
Políticamente independiente, en 2021 postuló por un cupo en las elecciones de convencionales constituyentes de mayo de ese año, en representación del distrito n° 10 (correspondiente a las comunas de Santiago, Ñuñoa, Macul, La Granja, Providencia y San Joaquín) dentro de la Lista Movimientos Sociales, sin resultar electa.
En febrero de 2022 fue designada por el entonces presidente electo Gabriel Boric, como titular de la Subsecretaría de las Culturas y las Artes, siendo la primera mujer en el cargo. Asumió esa función el 11 de marzo de dicho año, con el inicio formal de la administración. Renunció a su cargo el 28 de julio de 2023.
Actualmente se desempeña como decana de la facultad de artes de la Universidad Academia de Humanismo Cristiano.

### Sumario Administrativo en el Gobierno de Gabriel Boric
Andrea Gutiérrez renuncia a su cargo como Subsecretaria de la Cultura y las Artes de Chile solicitando un sumario administrativo para que se indague respecto de los convenios señalados por la prensa. Esta acción se produjo el 28 de julio de 2023, en respuesta a una serie de controversias que involucraban la gestión de Gutiérrez en la Subsecretaría.

El gobierno indicó que la renuncia de Gutiérrez no estaba directamente relacionada con los convenios sino con un posible error administrativo que no involucra mal suo de recursos públicos ministerio.
El sumario está en curso https://x.com/agutierrezvas/status/1685105092867825664?s=48&t=qqfr43d1ywDaFvYjDZpafg

## Historial electoral

### Elecciones de convencionales constituyentes de 2021
- Elecciones de convencionales constituyentes de 2021, para convencional constituyente por el distrito 10 (La Granja, Macul, Ñuñoa, Providencia, San Joaquín y Santiago)[4]

|  | 12,3 % |

|  | 9,3 % |

|  | 7,5 % |

|  | 5,1 % |

|  | 4,5 % |

|  | 4,4 % |

|  | 3,4 % |

|  | 2,9 % |

|  | 2,5 % |

|  | 2,4 % |

|  | 1,8 % |

|  | 1,5 % |

|  | 0,9 % |

|  | 0,7 % |

|  | 0,5 % |